# Minnesota Timberwolves
Los Minnesota Timberwolves (en español, Lobos de Minnesota) son un equipo profesional de baloncesto de los Estados Unidos con sede en Mineápolis, Minnesota. Compiten en la División Noroeste de la Conferencia Oeste de la National Basketball Association (NBA) y disputan sus encuentros como locales en el Target Center.

## Historia

### 1989-1995: Fundación y primeros años
El baloncesto profesional regresó a Mineápolis en 1987, cuando la NBA concedió una de las dos nuevas franquicias (junto con Orlando Magic) a los propietarios originales Marv Wolfenson y Harvey Ratner para comenzar a jugar en la temporada 1989-90. Conocidos como los Timberwolves, el equipo debutó el 3 de noviembre de 1989 perdiendo ante Seattle SuperSonics por 106-94.
Cinco días más tarde se estrenarían en su pabellón el Metrodome cayendo con Chicago Bulls por 96-84. Dos noches después, los Timberwolves ganarían el primer partido en su historia, batiendo a Philadelphia 76ers en casa por 125-118 el 10 de noviembre de 1989. Los Wolves, liderados por Tony Campbell con un promedio de 23,2 puntos por partido, finalizó con un balance de 22-60 en el último lugar de la División Medio Oeste. El 17 de abril de 1990 se consiguió el tercer mejor registro de espectadores en un pabellón de la NBA, asistiendo 49.551 al Metrodome para ver perder a su equipo ante Denver Nuggets por 99-88 en el último partido de los Wolves en casa de la temporada.
En la siguiente campaña la franquicia se mudó al Target Center, ganando 29 partidos y despidiendo al entrenador Bill Musselman. Con su sucesor Jimmy Rodgers, exentrenador de Boston Celtics, el equipo no mejoró, finalizando con el peor registro de la liga, 15-67. Durante los siguientes años, el equipo no supo salir de la mediocridad en la que estaba sumido, e incluso se rechazó por parte de la NBA un movimiento a la ciudad de New Orleans en 1994. Glen Taylor compró el equipo y nombró director general a Kevin McHale.

### 1995-2007: La era de Kevin Garnett
En el Draft de 1995, los Timberwolves seleccionaron a Kevin Garnett y ficharon a Flip Saunders como entrenador. Además, Christian Laettner fue traspasado junto con Sean Rooks a Atlanta Hawks por Andrew Lang y Spud Webb, y el novato Donyell Marshall fue a parar a Golden State Warriors a cambio de Tom Gugliotta un año antes. Con este nuevo bloque y el prometedor Garnett, que promedió 10.4 puntos en su primera temporada en la liga, los Wolves finalizaron quintos en su división y lograron un balance de 26-56. 
En 1996, el equipo traspasó los derechos de Ray Allen a Milwaukee Bucks por los de Stephon Marbury, añadiendo un gran anotador a la plantilla para complementarse con Garnett. Esa temporada, Garnett y Gugliotta se convirtieron en los primeros jugadores del equipo en ser seleccionados para disputar el All-Star Game, además de conseguir la clasificación a playoffs por primera vez tras lograr un balance de 40-42. Sin embargo, la participación de los T-Wolves en la postemporada fue fugaz al caer en primera ronda con Houston Rockets en tres partidos. La franquicia también decidió dar una nueva imagen, añadiendo el negro a los colores y sustituyendo el logo original por un lobo gruñendo rodeado de seis árboles.
En 1997, Garnett promedió 18.5 puntos y 9.6 rebotes por partido, codeándose con los grandes ala-pívots de la NBA, mientras que Marbury logró unos positivos 17.7 puntos y 8.6 asistencias de promedio. A pesar de la baja por lesión de Gugliotta a mitad de temporada, los Timberwolves realizaron su primera temporada positiva (45-37) y accedieron a playoffs por segundo año consecutivo. Ante Seattle SuperSonics en primera ronda, el equipo logró su primera victoria en postemporada, aunque volvieron a caer eliminados de nuevo a las primeras de cambio. En 1998, los Wolves firmaron un contrato a Garnett sin precedentes; 6 años, 126 millones de dólares.
Debido a la alta ficha de KG, los Timberwolves no podían mantener a Gugliotta y a Marbury, y temiendo que pidieran contratos similares al de Garnett, dejaron el equipo. Minnesota volvió a acceder a los playoffs, tras finalizar la temporada regular del cierre patronal con un balance de 25-25. Por tercera vez consecutiva, volvían a ser derrotados en primera ronda, en esta ocasión en manos de San Antonio Spurs.
En el Draft de 1999, los Wolves seleccionaron al madrileño de nacimiento Wally Szczerbiak. En su primera temporada en la NBA se convirtió en el tercer máximo anotador del equipo con 11.6 puntos por partido. Liderado por Kevin Garnett y sus 22.9 puntos y 11.8 rebotes por noche, los Timberwolves lograron por primera vez en su historia alcanzar las 50 victorias, tercer mejor balance de su división. En playoffs se enfrentarían a Portland Trail Blazers, cayendo eliminados de nuevo en primera ronda.

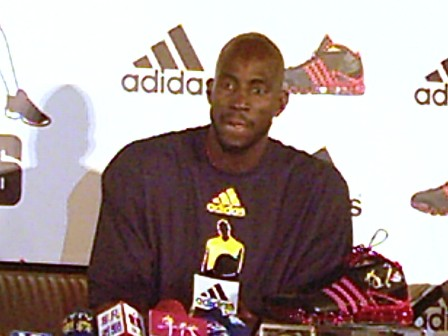
Kevin Garnett, MVP de la temporada 2003-04.

En el verano de 2000, la desgracia visitó a los Timberwolves con la muerte en accidente de tráfico del jugador Malik Sealy. También en esa temporada, el equipo firmó un acuerdo secreto con el alero Joe Smith, violando con ello el tope salarial por franquicia y siendo sancionado por la liga con cinco años sin poder elegir en el draft, 3.5 millones de dólares y un año de castigo para el director general Kevin McHale (Smith posteriormente firmaría como agente libre con Detroit Pistons antes de regresar a los T-Wolves en 2001). A pesar de los problemas, los Timberwolves entraron en playoffs por quinta vez consecutiva y, sin que nada cambiara, salieron apeados en primera ronda por los Spurs en cuatro partidos.
En la 2002-03, Garnett finalizó segundo en la votación al MVP de la temporada tras promediar 23 puntos y 13.4 rebotes por partido. Los Wolves, mientras tanto, consiguieron un registro de 51-31 y contando con la ventaja de campo por primera vez en su historia se enfrentaron a Los Angeles Lakers en primera ronda de playoffs, siendo eliminados un año más. 
En la pretemporada de 2003, los Timberwolves se reforzaron fuertemente con los fichajes de Latrell Sprewell y el base Sam Cassell, y deshaciéndose de los veteranos Joe Smith y Terrell Brandon.
Durante la temporada 2003-04, Minnesota se convirtió en el equipo a batir en la Conferencia Oeste, terminando la campaña en primera posición con un balance de 58-24. Por primera vez, superaron la primera ronda de playoffs eliminando a Denver Nuggets, y posteriormente haciendo lo mismo con Sacramento Kings en siete duros partidos. Tras llegar a las Finales de Conferencia, los Lakers fueron los encargados de dar por finalizada la excelente temporada que el equipo realizó. Desde ese día, los Wolves no han vuelto a jugar un partido de postemporada hasta 2018. Garnett se consagró como MVP de la temporada promediando 24.2 puntos, 13.9 rebotes y 5 asistencias por encuentro.
En la temporada 2004-05, el equipo mantuvo el mismo bloque de la campaña anterior, pero debido a disputas económicas y quejas de los jugadores clave Sprewell y Cassell, además de Troy Hudson, el entrenador Flip Saunders fue sustituido a mitad de temporada y fue sustituido por el director general McHale. La temporada fue fracaso, ya que no se alcanzaron los playoffs por primera vez en ocho años a pesar de terminar con un récord positivo de 44-38.
Durante el verano de 2005, los Wolves y McHale comenzaron la búsqueda de un nuevo entrenador jefe. El 17 de junio se anunció el fichaje de Dwane Casey, asistente del entrenador en los SuperSonics. Se convertía en el séptimo entrenador en la historia de la franquicia. En el Draft, los Wolves seleccionaron al escolta Rashad McCants de North Carolina en la decimocuarta posición, y en segunda ronda, Bracey Wright de Indiana.
En pretemporada, se consumó el traspaso de Cassell a Los Angeles Clippers por Marko Jarić y Lionel Chalmers. También se fichó como agente libre a Nikoloz Tskitishvili. Ya a mediados de temporada, Wally Szczerbiak, Dwayne Jones, Michael Olowokandi y una futura primera ronda de draft fue enviado a Boston Celtics a cambio de Ricky Davis, Mark Blount, Justin Reed, Marcus Banks y dos elecciones de segunda ronda de draft. El mismo día, el conjunto se deshizo también de Tskitishvili mandándole a Phoenix Suns por una segunda ronda de draft de 2006.
Los Timberwolves seleccionaron al futuro Rookie del Año, el base Brandon Roy, en la sexta posición del Draft de 2006. Inmediatamente, fue traspasado a Portland Trail Blazers a cambio de los derechos de Randy Foye, séptima elección del draft, y dinero. También seleccionaron a Craig Smith en el puesto 36, cuajando una gran temporada y siendo nombrado a posteriori en el segundo mejor quinteto de rookies (Foye lo fue en el primero). 
El 23 de enero de 2007, Casey fue despedido, dejando el equipo con un balance de 53-69 tras una temporada y media. Los Timberwolves finalizaron la campaña con un triste 32-50 (20-20 con Casey y 10-30 con Randy Wittman, su sustituto).
A final de temporada Kevin Garnett confirmaba su fichaje por los Boston Celtics, los Timberwolves recibieron a cambio, a Al Jefferson, Ryan Gomes, Sebastian Telfair, Gerald Green y Theo Ratliff. Minnesota se despedía así del jugador más emblemático de la historia de la franquicia, e iniciaba una nueva era de la cual Jefferson se convertiría en el jugador franquicia.
El traspaso de Garnett a Celtics se convirtió en el que mayor número de jugadores involucró en la historia de la NBA. Ese verano, enviaron a Mike James y Justin Reed a Houston Rockets por Juwan Howard. En octubre, un traspaso con Miami Heat llevó a Ricky Davis y Mark Blount al club de Florida a cambio de Antoine Walker, Michael Doleac, Wayne Simien y una futura primera ronda de draft.
La temporada discurrió como se preveía: pésima. Los Wolves comenzaron con un 0-5 de global, acabando con un global de 22-60, aunque el equipo presentaba chispas de talento, sobre todo por parte del jugador franquicia, Al Jefferson.

### 2008-2014: La era de Kevin Love
Tras el draft del 2008, los Timberwolves traspasaron a O.J. Mayo, Antoine Walker, Greg Buckner y Marko Jaric a Memphis Grizzlies a cambio de Kevin Love, Mike Miller, Jason Collins y Brian Cardinal. Ese año, el club celebró su 20 aniversario con nuevo logo y equipación. En diciembre de 2008, tras una abultada derrota contra Los Angeles Clippers, el entrenador de los Wolves, Randy Wittman, fue despedido y reemplazado por Kevin McHale. Los Wolves remontaron y acabaron en enero con un 10-4. Sin embargo, una inoportuna lesión de Jefferson hizo que los Wolves no acabaran en playoffs, acabando con un global de 24-58.
Para la 2008-09, los Wolves incluso empeoraron, acabando con un 15-67, segundo peor resultado en la NBA de ese año, solo por detrás de los New Jersey Nets. En junio de 2009 se confirmó que McHale no continuaría como entrenador de Minnesota, siendo reemplazado por Kurt Rambis.

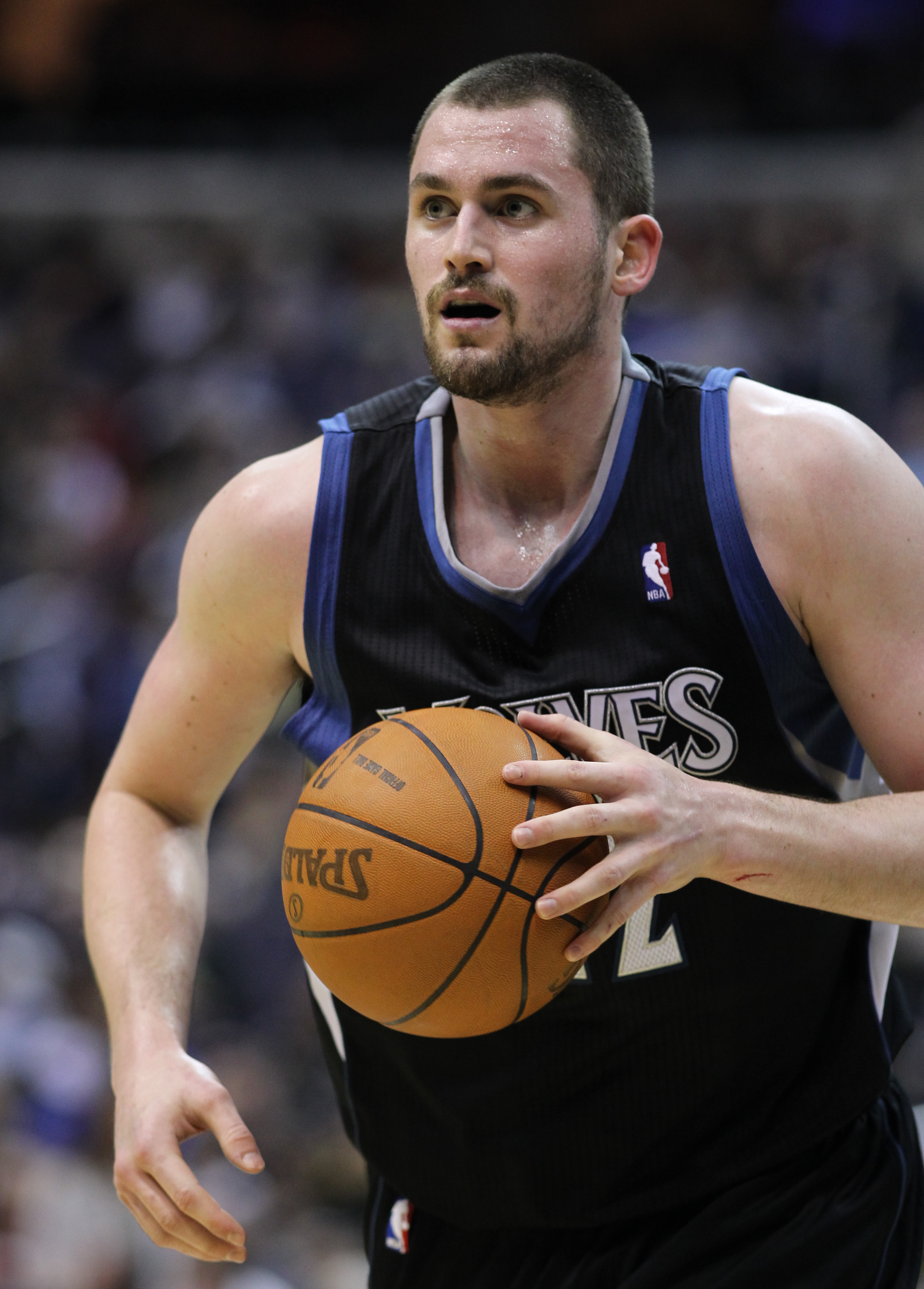
Kevin Love, exjugador franquicia de los Wolves.

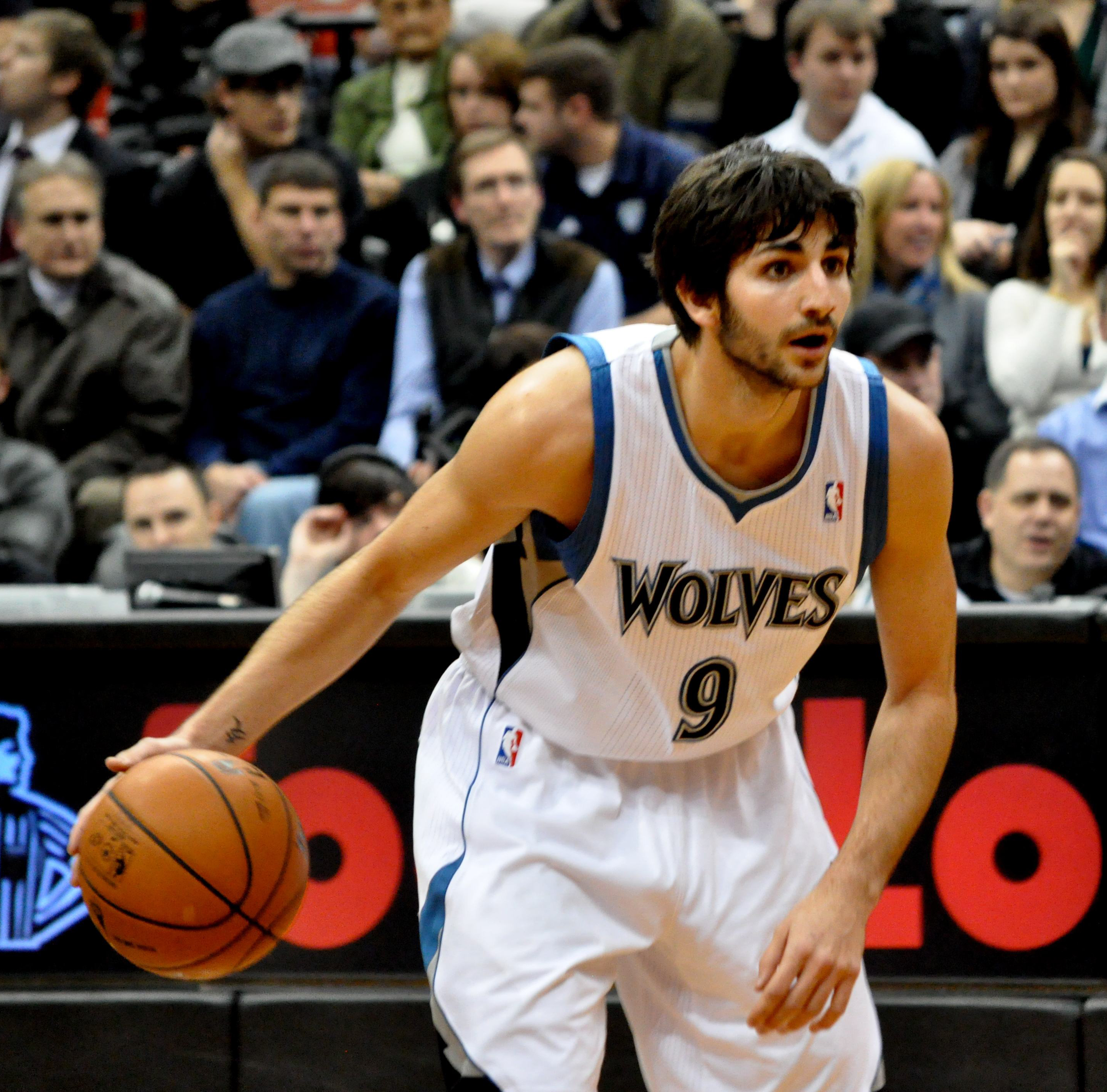
Ricky Rubio llegó a los Wolves en 2011.

La 2009-10 no supuso ninguna mejora para los Wolves, que acabaron con 15-67, y de nuevo, últimos de la Conferencia Oeste. En julio de 2010, los Wolves traspasaron al jugador franquicia, Al Jefferson, a los Utah Jazz por el griego Kosta Koufos y dos futuras primeras rondas de draft.
En julio de 2010, los Wolves recibieron a Michael Beasley procedente de Miami Heat. En noviembre, Kevin Love se destapó anotando 31 puntos ante New York Knicks. Esa temporada, Love fue llamado al All-Star Game de la NBA 2011, el primer jugador de los Wolves en ir al All-Star desde Kevin Garnett en 2007. En marzo de 2011, Love consiguió su 52 doble-doble ante Houston Rockets, superando la marca de Moses Malone. En febrero, los Wolves habían traspasado a Corey Brewer y Kosta Koufos a New York Knicks por Anthony Randolph y Eddy Curry, en un traspaso a tres bandas que llevó a Carmelo Anthony a los Knicks. Pese a la irrupción de Love, los Wolves acabaron con un 17-65 y los últimos de la conferencia.
En el draft de la NBA 2011, los Wolves se hicieron con Derrick Williams y finalmente obtuvieron a Ricky Rubio procedente del FC Barcelona español. Los Wolves también traspasaron a Jonny Flynn y a Donatas Motiejūnas a Houston Rockets a cambio de Brad Miller y las elecciones de draft Nikola Mirotić y Chandler Parsons, además de una futura primera ronda de draft. Posteriormente los Wolves devolvieron a Parsons a los Rockets y traspasaron los derechos de Mirotić a Chicago Bulls por Norris Cole y Malcolm Lee. En julio de 2011, los Wolves despidieron a Kurt Rambis, y en septiembre fue anunciado como nuevo entrenador Rick Adelman.
La temporada 2011-12 comenzó con muy buenas sensaciones para los Wolves, con el liderazgo de Kevin Love y la irrupción de Ricky Rubio que se destapó como uno de los mejores rookies del año; sin embargo, la inoportuna lesión de Rubio en marzo de 2012 contra Los Angeles Lakers y las lesiones de importantes jugadores como Michael Beasley o Nikola Peković lastraron mucho al equipo, que acabó con un 26-40 y fuera de playoffs.
Para la 2012-13, los Wolves ficharon libres a los rusos Andréi Kirilenko y Aleksej Šved, también a Chase Budinger, Louis Amundson, Greg Stiemsma y recuperaron al retirado Brandon Roy. A su vez, se marcharon Wayne Ellington, Wesley Johnson y Brad Miller, además de amnistiar al serbio Darko Miličić. A principios de temporada, los Wolves no contaron con las dos estrellas principales, Love y Rubio, ambos lesionados. Tras 5 partidos, Roy volvió a sufrir lesiones en la rodilla, quedando, de nuevo, su carrera NBA en el aire. Budinger también sufrió una grave lesión, dejándole media temporada en el dique seco. En diciembre, Rubio regresó tras su larga lesión de ligamentos ante los Mavericks, pero Love recayó de su lesión y se perdió la mayor parte de la temporada, en conjunto, fue una temporada con muy mala suerte para los Wolves, pues casi todos los jugadores cayeron lesionados en algún momento de la misma.
Para la 2013-14 los Wolves despedían al mánager David Kahn (el cual había destacado por realizar desacertadas elecciones de draft como Jonny Flynn, Wesley Johnson o Derrick Williams) y contrataban a Flip Saunders, a la vez que escogían a Shabazz Muhammad en el draft. Como fichajes llegaban libres Kevin Martin y el pívot Ronny Turiaf. A mitad de temporada, los Wolves enviaban a Derrick Williams a Sacramento Kings por Luc Richard Mbah a Moute.
El 25 de agosto de 2014 Kevin Love es transferido en un traspaso a 3 bandas a Cleveland Cavaliers a cambio de Andrew Wiggins y Anthony Bennett provenientes de los Cavs y Thaddeus Young proveniente de Philadelphia 76ers, mientras que los Sixers adquieren a Luc Mbah a Moute, Alexey Shved y una futura primera ronda del Draft 2015.

### 2014-2020: La era Wiggins-Towns
Con el traspaso de Kevin Love los Wolves entraron en reconstrucción. Flip Saunders hizo su regreso al banquillo de la 
franquicia una década después en sustitución del retirado Rick Adelman. Andrew Wiggins ganó el premio al Rookie del Año, pero los Timberwolves firmaron la tercera peor temporada de su historia con un balance de 16-66. Eso les dio la primera elección del Draft de 2015, donde escogieron al dominicano Karl-Anthony Towns.
Para la temporada 2015-16 Sam Mitchell se hizo cargo de la dirección del equipo debido a los problemas de salud de Saunders. Los Wolves terminarían con un récord de 28 victorias y 54 derrotas y Towns se llevó el galardón a Novato del Año. Mitchell fue despedido y fue sustituido por Tom Thibodeau, que también fue nombrado mánager general. A pesar de la contratación del reputado técnico, el equipo volvió concluir el curso con balance negativo (31-51) y fuera de Playoffs.
En el verano de 2017 los Timberwolves traspasaron a Zach LaVine, Kris Dunn y los derechos de Lauri Markkanen a los Chicago Bulls a cambio de Jimmy Butler y los derechos de Justin Patton. Otros movimientos destacados fueron el traspaso a su base titular, Ricky Rubio, a los Utah Jazz por una elección del Draft de 2018 y las contrataciones de Jeff Teague, Taj Gibson y Jamal Crawford en la agencia libre. También extendieron el contrato de Andrew Wiggins por cinco años y 148 millones de dólares. A mitad de curso ficharon a Derrick Rose. El equipo terminó la temporada con un récord de 47-35 y obtuvieron el pase a Playoffs como octavos del Oeste al vencer los Denver Nuggets en la prórroga del último partido de la campaña regular. Fue la primera temporada de los T-Wolves con balance positivo desde 2005 y su primera clasificación a postemporada desde 2004, rompiendo así la mayor sequía vigente de la NBA. El equipo cayó eliminado en la primera ronda ante los Houston Rockets en cinco encuentros.
La temporada 2018-19 comenzó con Jimmy Butler pidiendo ser traspasado ante su descontento con la actitud de Towns y Wiggins. El 12 de noviembre de 2018, Butler fue enviado a los Philadelphia 76ers a cambio de Jerryd Bayless, Robert Covington y Dario Šarić. A principios de 2019, Thibodeau fue despedido tras un arranque de curso irregular y fue sustituido de manera interina por Ryan Saunders. Los Timberwolves no lograron cambiar su dinámica y se quedaron fuera de Playoffs.
El 5 de febrero de 2020, Andrew Wiggins fue traspasado junto con dos elecciones del Draft de 2021 a los Golden State Warriors a cambio de D'Angelo Russell, Omari Spellman y Jacob Evans. En el momento de la suspensión de la temporada por el estallido de la pandemia de COVID-19, los Minnesota Timberwolves iban en el penúltimo puesto de la Conferencia Oeste con un balance de 19-45, por lo que no fueron invitados a la reanudación de la liga en la Burbuja.

### 2020-presente: La era de Anthony Edwards
Los Timberwolves obtuvieron el primer pick del Draft de 2020, con el que eligieron a Anthony Edwards. Más allá de la elección de Edwards, el equipo no consiguió ninguna incorporación importante y terminó la temporada 2020-21 con un balance de 23-49, en la decimotercera posición del Oeste y fuera de Playoffs por tercer año consecutivo.
De cara a la temporada 2021-22 los principales refuerzos fueron Patrick Beverley y Taurean Prince. Los Wolves mejoraron y terminaron la temporada regular con un balance de 46-36, el séptimo mejor de su conferencia y se clasificaron para Playoffs a través del Play-in, en el que derrotaron a Los Angeles Clippers. En la postemporada cayeron en primera ronda ante los Memphis Grizzlies en seis partidos.
En el verano de 2022 los Timberwolves se hicieron con Rudy Gobert traspasando a Beverley, Malik Beasley, Leandro Bolmaro, Walker Kessler, Jarred Vanderbilt y cinco elecciones de primera ronda de Draft a los Utah Jazz. A pesar de la incorporación del pívot francés, el equipo ganó menos partidos y finalizó la temporada 2022-23 como octavo del Oeste. Fueron derrotados por Los Angeles Lakers en el primer encuentro del Play-in, pero ganaron a los Oklahoma City Thunder en el siguiente partido para asegurarse el octavo puesto. Ya en Playoffs, cayeron en primera ronda ante los futuros campeones Denver Nuggets (4-1).
Para Minnesota la temporada 2023-24 fue una gran campaña, terminando con un récord de 56-26, lo que les permitió finalizar terceros en la Conferencia Oeste. Se destacaron por su defensa, siendo el equipo con mejor calificación defensiva en la liga. Anthony Edwards, Karl-Anthony Towns y Rudy Gobert fueron claves en el éxito del equipo. Ya en playoffs los Timberwolves lograron su primera victoria en una serie desde la temporada 2003-04. En la primera ronda, barrieron a los Phoenix Suns (4-0). Luego, en las semifinales de conferencia, vencieron a los Denver Nuggets en una serie muy disputada (4-3). Sin embargo, en las Finales de la Conferencia Oeste, fueron eliminados por los Dallas Mavericks en cinco juegos (1-4).
En octubre de 2024 Minnesota realizó un movimiento importante al intercambiar a Karl-Anthony Towns en un acuerdo de tres equipos con los Knicks, recibiendo a Julius Randle, Donte DiVincenzo, Keita Bates-Diop y una futura selección de primera ronda. También adquirieron al joven Rob Dillingham en un intercambio con los San Antonio Spurs durante el draft. A pesar de la salida de Karl-Anthony Towns los Timberwolves terminaron con un récord de 49-33, ubicándose en la sexta posición de la Conferencia Oeste, el equipo mantuvo su competitividad con Anthony Edwards como su gran estrella. En los playoffs Minnesota logró su cuarta clasificación consecutiva. En la primera ronda, sorprendieron al vencer a los Los Angeles Lakers en cinco juegos (4-1), logrando por primera vez en su historia ganar una serie de playoffs en años consecutivos. Luego, en las semifinales de conferencia, eliminaron a los Golden State Warriors también en cinco juegos (4-1), consiguiendo su primera victoria en una serie de playoffs en casa desde 2004. Sin embargo, en las Finales de la Conferencia Oeste, volvieron a caer ante los Oklahoma City Thunder en cinco juegos (1-4), quedándose nuevamente a las puertas de su primera aparición en las Finales de la NBA. A finales de mayo se anunció que Anthony Edwards se consiguió hacer con una plaza en el segundo equipo de la NBA de la temporada 2024-25.

## Trayectoria
| Temporada              | G     | P     | %    | Play-offs                                                              | Resultados                                                                     |
| ---------------------- | ----- | ----- | ---- | ---------------------------------------------------------------------- | ------------------------------------------------------------------------------ |
| Minnesota Timberwolves |       |       |      |                                                                        |                                                                                |
| 1989-90                | 22    | 60    | .268 |                                                                        |                                                                                |
| 1990-91                | 29    | 53    | .354 |                                                                        |                                                                                |
| 1991-92                | 15    | 67    | .183 |                                                                        |                                                                                |
| 1992-93                | 19    | 63    | .232 |                                                                        |                                                                                |
| 1993-94                | 20    | 62    | .244 |                                                                        |                                                                                |
| 1994-95                | 21    | 61    | .256 |                                                                        |                                                                                |
| 1995-96                | 26    | 56    | .317 |                                                                        |                                                                                |
| 1996-97                | 40    | 42    | .488 | Pierde 1.ª Ronda                                                       | Houston 3, Minnesota 0                                                         |
| 1997-98                | 45    | 37    | .549 | Pierde 1.ª Ronda                                                       | Seattle 3, Minnesota 2                                                         |
| 1998-99                | 25    | 25    | .500 | Pierde 1.ª Ronda                                                       | San Antonio 3, Minnesota 1                                                     |
| 1999-00                | 50    | 32    | .610 | Pierde 1.ª Ronda                                                       | Portland 3, Minnesota 1                                                        |
| 2000-01                | 47    | 35    | .573 | Pierde 1.ª Ronda                                                       | San Antonio 3, Minnesota 1                                                     |
| 2001-02                | 50    | 32    | .610 | Pierde 1.ª Ronda                                                       | Dallas 3, Minnesota 0                                                          |
| 2002-03                | 51    | 31    | .622 | Pierde 1.ª Ronda                                                       | LA Lakers 4, Minnesota 2                                                       |
| 2003-04                | 58    | 24    | .707 | Gana 1.ª Ronda Gana Semifinales Conferencia Pierde Finales Conferencia | Minnesota 4, Denver 1 Minnesota 4, Sacramento 3 LA Lakers 4, Minnesota 2       |
| 2004-05                | 44    | 38    | .537 |                                                                        |                                                                                |
| 2005-06                | 33    | 49    | .402 |                                                                        |                                                                                |
| 2006-07                | 32    | 50    | .390 |                                                                        |                                                                                |
| 2007-08                | 22    | 60    | .268 |                                                                        |                                                                                |
| 2008-09                | 24    | 58    | .280 |                                                                        |                                                                                |
| 2009-10                | 15    | 67    | .183 |                                                                        |                                                                                |
| 2010-11                | 17    | 65    | .207 |                                                                        |                                                                                |
| 2011-12                | 26    | 40    | .394 |                                                                        |                                                                                |
| 2012-13                | 31    | 51    | .378 |                                                                        |                                                                                |
| 2013-14                | 40    | 42    | .488 |                                                                        |                                                                                |
| 2014-15                | 16    | 66    | .195 |                                                                        |                                                                                |
| 2015-16                | 29    | 53    | .354 |                                                                        |                                                                                |
| 2016-17                | 31    | 51    | .378 |                                                                        |                                                                                |
| 2017-18                | 47    | 35    | .573 | Pierde 1.ª Ronda                                                       | Houston 4, Minnesota 1                                                         |
| 2018-19                | 36    | 46    | .439 |                                                                        |                                                                                |
| 2019-20                | 19    | 45    | .297 |                                                                        |                                                                                |
| 2020-21                | 23    | 49    | .319 |                                                                        |                                                                                |
| 2021-22                | 46    | 36    | .561 | Pierde 1.ª Ronda                                                       | Memphis 4, Minnesota 2                                                         |
| 2022-23                | 42    | 40    | .512 | Pierde 1.ª Ronda                                                       | Denver 4, Minnesota 1                                                          |
| 2023-24                | 56    | 26    | .683 | Gana 1.ª Ronda Gana Semifinales Conferencia Pierde Finales Conferencia | Minnesota 4, Suns 0 Minnesota 4, Denver 3 Dallas 4, Minnesota 1                |
| 2024-25                | 49    | 33    | .598 | Gana 1.ª Ronda Gana Semifinales Conferencia Pierde Finales Conferencia | Minnesota 4, Los Angeles 1 Minnesota 4, Golden State 1 Oklahoma 4, Minnesota 1 |
| Totales                | 1.196 | 1.680 | .416 |                                                                        |                                                                                |
| Playoffs               | 39    | 55    | .415 |                                                                        |                                                                                |

## Pabellones

### Antiguos pabellones

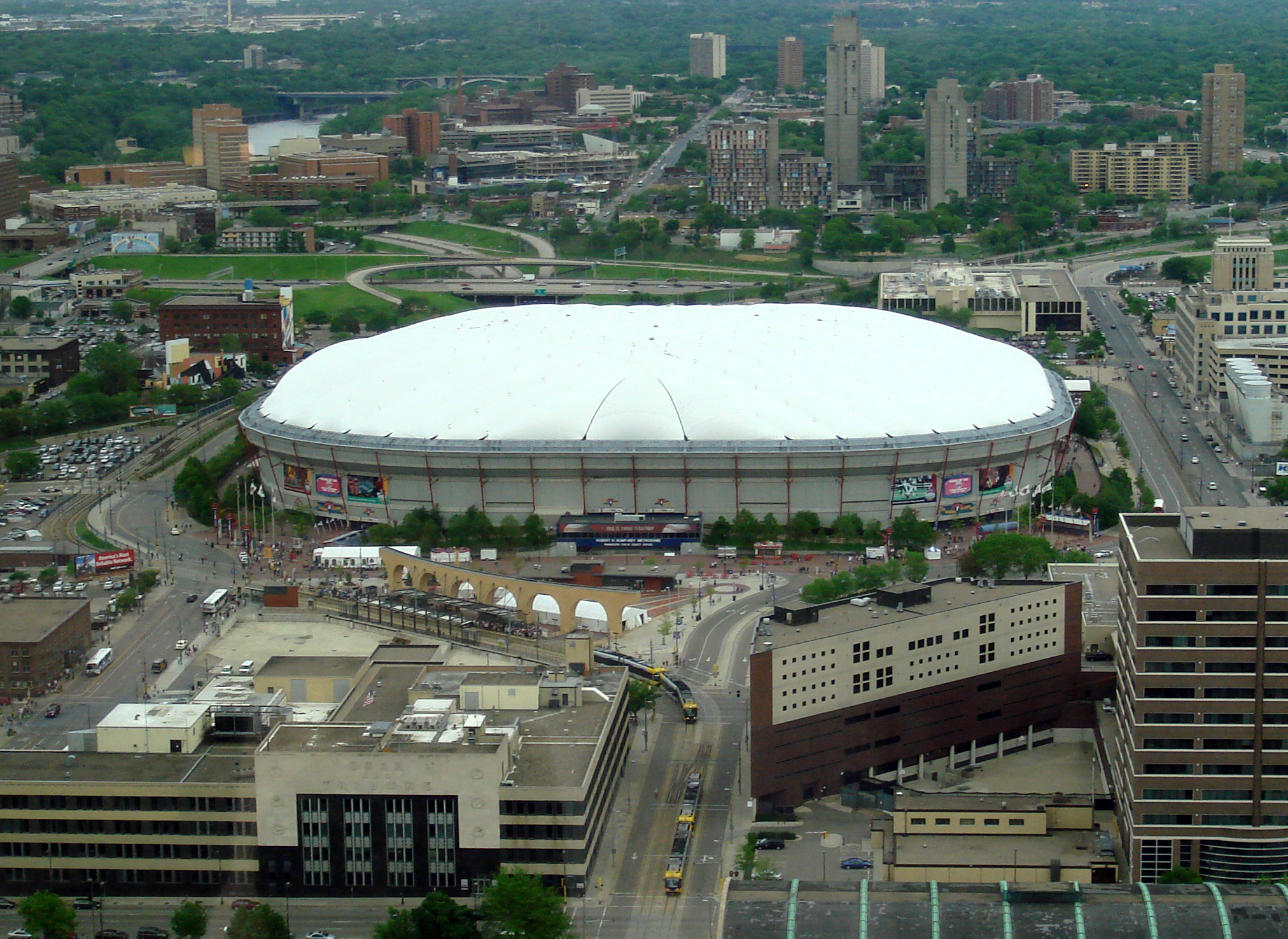
El Metrodome fue el primer pabellón del equipo.

- Hubert H. Humphrey Metrodome (1989-1990). Los Timberwolves jugaron su primera temporada de existencia en el Metrodome de Mineápolis. El estadio fue construido en 1982 como nuevo hogar de los Minnesota Vikings de la National Football League (NFL) y de los Minnesota Twins de las Grandes Ligas de Béisbol (MLB). Gracias a su capacidad para más de 50.000 espectadores como cancha de baloncesto, los Timberwolves lideraron la liga en asistencia total durante la temporada 1989-90.

## Jugadores

### Números retirados
- 2 Malik Sealy, Alero, 1999-2000

## Entrenadores
| N.º   | Nombre         | Años          | G    | P    | % G  | Partidos | Playoffs          |
| ----- | -------------- | ------------- | ---- | ---- | ---- | -------- | ----------------- |
| 1     | Bill Musselman | 1989-91       | 51   | 113  | .311 | 164      | -                 |
| 2     | Jimmy Rodgers  | 1991-93       | 21   | 90   | .189 | 111      | -                 |
| 3     | Sidney Lowe    | 1993-94       | 33   | 102  | .244 | 135      | -                 |
| 4     | Bill Blair     | 1994-96       | 27   | 75   | .265 | 102      | -                 |
| 5     | Flip Saunders  | 1996-2005     | 411  | 326  | .558 | 737      | 1997-2004         |
| 6     | Kevin McHale   | 2005          | 19   | 12   | .613 | 31       | -                 |
| 7     | Dwane Casey    | 2005-07       | 53   | 65   | .449 | 118      | -                 |
| 8     | Randy Wittman  | 2007-2008     | 38   | 105  | .266 | 143      | -                 |
| 9     | Kevin McHale   | 2008-2011     | 7    | 10   | .411 | 17       | -                 |
| 10    | Rick Adelman   | 2011-2014     | 97   | 133  | .421 | 230      | -                 |
| 11    | Flip Saunders  | 2014-2015     | 16   | 66   | .195 | -        | -                 |
| 12    | Sam Mitchell   | 2015-2016     | 29   | 53   | .353 | 82       | -                 |
| 13    | Tom Thibodeau  | 2016-2019     | 97   | 107  | .475 | 204      | 2017-18           |
| 14    | Ryan Saunders  | 2019-2021     | 43   | 94   | .314 | 137      | -                 |
| 15    | Chris Finch    | 2021-presente | 162  | 134  | .548 | 296      | 2021-24           |
| Total | Total          | 1989-         | 1142 | 1630 | .412 | 2772     | 97-04,17-18 21-24 |

## Gestión

### General Managers
| GM             | Periodo       |
| -------------- | ------------- |
| Billy McKinney | 1988–1990     |
| Jim Brewer     | 1990–1992     |
| Jack McCloskey | 1992–1995     |
| Kevin McHale   | 1995–2008     |
| Jim Stack      | 2008–2009     |
| David Kahn     | 2009–2013     |
| Flip Saunders  | 2013–2015     |
| Milt Newton    | 2015–2016     |
| Tom Thibodeau  | 2016–2019     |
| Scott Layden   | 2019          |
| Gersson Rosas  | 2019–2021     |
| Sachin Gupta   | 2021-2022     |
| Tim Connelly   | 2022-presente |

## Premios
| MVP de la Temporada de la NBA - Kevin Garnett – 2004 MVP del All-Star Game de la NBA - Kevin Garnett – 2003 Rookie del Año de la NBA - Andrew Wiggins – 2015 - Karl-Anthony Towns – 2016 Mejor Defensor - Rudy Gobert – 2024 Jugador Más Mejorado de la NBA - Kevin Love – 2011 Mejor Sexto Hombre - Naz Reid - 2024 Compañero del Año de la NBA - Jamal Crawford - 2018 - Mike Conley, Jr. - 2024 | Mejor Quinteto de la NBA - Kevin Garnett – 2000, 2003, 2004 Segundo Mejor Quinteto de la NBA - Kevin Garnett – 2001, 2002, 2007 - Sam Cassell – 2004 - Kevin Love – 2012, 2014 - Anthony Edwards - 2024 Tercer Mejor Quinteto de la NBA - Kevin Garnett – 1999, 2006 - Jimmy Butler - 2018 - Karl-Anthony Towns - 2018, 2022 Mejor quinteto defensivo de la NBA - Kevin Garnett – 2000, 2001, 2002, 2003, 2004, 2005 - Rudy Gobert – 2024 Segundo mejor quinteto defensivo de la NBA - Kevin Garnett – 2006, 2007 - Jimmy Butler – 2018 - Jaden McDaniels – 2024 | Mejor quinteto de rookies de la NBA - Pooh Richardson – 1990 - Christian Laettner – 1993 - Isaiah Rider – 1994 - Stephon Marbury – 1997 - Wally Szczerbiak – 2000 - Randy Foye – 2007 - Ricky Rubio – 2012 - Andrew Wiggins - 2015 - Karl-Anthony Towns – 2016 - Anthony Edwards – 2021 Segundo mejor quinteto de rookies de la NBA - Felton Spencer – 1991 - Kevin Garnett – 1996 - Craig Smith – 2007 - Kevin Love – 2009 - Jonny Flynn – 2010 - Wesley Johnson – 2011 - Derrick Williams – 2012 - Gorgui Dieng – 2014 - Zach LaVine - 2015 |